# Esperiana
Esperiana é um género de gastrópode da família Melanopsidae.
Este género contém as seguintes espécies:
- Esperiana esperi (Férussac, 1823)
- Esperiana obeloides (Tausch, 1886) †
- Esperiana plena (Gozhik, 2007) †
- Esperiana prysjazhnjuki (Gozhik, 2002) †
- Esperiana roseni (Starobogatov, 1992)
- Esperiana sangarica (H. Schütt & F. H. Bilkin, 1974)
- Esperiana subbergeroni (Gozhik, 2002) †